# Алиев, Теймур Махмуд оглы
Тейму́р Махму́дович Али́ев (1896 — 21 апреля 1938) — Народный комиссар внешней торговли Азербайджанской ССР. Заместитель председателя Совета народных комиссаров Казахской АССР. 

## Биография
Родился в 1896 году в Шуше, Елисаветпольская губерния. 
С 1920 по 1937 год был членом ВКП(б). 
C 1921 по 1922 год — Народный комиссар внешней торговли Азербайджанской ССР.
С 1936 по 1937 год — заместитель председателя Совета народных комиссаров Казахской АССР.
4 июня 1937 года арестован в Ростове сотрудниками УНКВД по 58 статье. Обвинён в участии в антисоветской контр-революционной буржуазно-националистической организации в Азербайджане, занимавшийся вредительством и шпионажем. 21 апреля 1938 года расстрелян. В 1956 году реабилитирован (посмертно).
Похоронен в Коммунарке, Московская область.